# Giennadij Bratczikow
Giennadij Iwanowicz Bratczikow (ros. Геннадий Иванович Братчиков, ur. 25 lutego?/10 marca 1914 we wsi Michiejewka w Kraju Permskim, zm. 10 grudnia 1944 w gminie Bieżuń) – radziecki wojskowy, Bohater Związku Radzieckiego (1945).

## Życiorys
Po śmierci ojca w 1919 wraz z matką przeniósł się do miejscowości Usolje (obecnie miasto w Kraju Permskim), a później do Bierieznik, gdzie do 1932 skończył 9 klas szkoły. Od listopada 1932 służył w Armii Czerwonej, w 1936 ukończył leningradzką szkołę wojskową i został skierowany do Zabajkala, w 1939 brał udział w bitwie nad Chałchin-Goł, od 1940 należał do WKP(b). W maju 1941 rozpoczął studia w Akademii Wojskowej im. Frunzego, ewakuowanej wkrótce do Taszkentu, w czerwcu 1942 został skierowany na front, pracował w sztabie 63 Armii, później w 1 Armii Gwardii i 3 Armii Gwardii, walczył w bitwie pod Stalingradem. Od 1943 pracował w sztabie Frontu Centralnego, potem Białoruskiego i 1 Białoruskiego, dowodził grupami zwiadowczymi sztabów frontów, wypełniającymi zadania specjalne za linią frontu. Jego grupy działały m.in. w rejonie Homla, Baranowicz, Wołkowyska, Słonimia, Berezy i Różan, a później Mławy, Płońska i Rypina. Miał stopień majora. W październiku 1944 został przedstawiony do odznaczenia tytułem Bohatera Związku Radzieckiego. Zginął w walce w powiecie żuromińskim. Został pochowany w Bieżuniu.

## Odznaczenia
- Złota Gwiazda Bohatera Związku Radzieckiego (pośmiertnie, 24 marca 1945)
- Order Lenina (pośmiertnie, 24 marca 1945)
- Order Czerwonego Sztandaru (8 września 1943)
- Order Krzyża Grunwaldu (PRL, pośmiertnie w 1963)